# فيرفت دانزيغ
فيرفت دانزيغ (تترجم للعربية: الشركة الدولية لبناء السفن والهندسة المحدودة) كانت شركة لبناء السفن ومقرها في دانزيغ (احاليا مدينة في غدانسك بولندا)، وقعت آنذاك في مدينة دانزيغ الحرة. تأسست في عام 1921 في موقع شركة كونيغليش فيرفت دانزيغ السابق الذي كانت قد أغلقت بعد الحرب العالمية الأولى.